# Дженнингс, Кайтриона
Кайтриона Дженнингс (ирл. Caitriona Jennings; род. 17 июня 1980, Леттеркенни, Ольстер) — ирландская легкоатлетка, которая специализируется в беге на длинные дистанции. Чемпионка Европы в беге на 50 км 2022 года и бронзовый призёр чемпионата мира по бегу на 100 км 2022 года. Рекордсменка Ирландии в беге на 100 км.

## Биография
Родилась в Леттеркенни 17 июня 1980 года. Младшая дочь Терезы и Мика Дженнингс. Училась в средней школе Лорето, затем изучала право и бухгалтерский учёт в Лимерикском университете. Работала с 2001 года налоговым консультантом в PricewaterhouseCoopers в Дублине.

### Спортсменка
Дженнингс — бывшая триатлонистка, представлявшая Ирландию на молодёжном уровне. После переезда в Дублин она тренировалась в клубе Rathfarnham AC (Ратфарнем). С 2007 года её тренировал Терри Макконнон.

#### Лёгкая атлетика
В декабре 2009 года она присоединилась к команде Marathon Mission, и в 2010 году выиграла Дублинский мини-марафон. Свой первый марафон пробежала в Дублине в октябре 2011 года.
Выступала на чемпионате мира по полумарафону 2009 года, где заняла 55-е место, показав время 1:20.47. Победительница 10-километрового пробега Dublin Women's Mini Marathon 2011 года. Заняла 12-е место на Роттердамском марафоне 2012 года с личным рекордом — 2:36.17.
На олимпийских играх 2012 года заняла последнее 107-е место в марафоне, показав результат 3:22.11.
В августе 2022 года заняла третье место на чемпионате мира по бегу на 100 км в прмгороде Берлина Бернау с национальным рекордом 7:07.16. Через полтора месяца стала первой чемпионкой Европы в бегв на 50 км в Сотильо-де-ла-Адрада (Испания) с личным рекордом 3:19.42.

## Семья
- Отец Мик Дженнингс
- Мать Тереза Дженнингс
- Старшая сестра Шинед Дженнингс[англ.] (род. 1976) — чемпионка мира по академической гребле (2001), участница Олимпийских игр 2016 года в Рио-де-Жанейро
- Средняя сестра Дейрд.

## Результаты

### Соревнования
| Год  | Соревнование     | Город                | Дистанция   | Дата       | Результат  | Место | Видео/Фото/ Кинограмма |
| ---- | ---------------- | -------------------- | ----------- | ---------- | ---------- | ----- | ---------------------- |
| 2009 | Чемпионат мира   | Бирмингем            | полумарафон | 11 октября | 1:20.47    | 55    |                        |
| 2012 | Олимпийские игры | Лондон               | марафон     | 5 августа  | 3:22.11    | 107   |                        |
| 2015 | Чемпионат мира   | Доха                 | 50 км       | 4 декабря  | 3:31.50    | 4     |                        |
| 2019 | Чемпионат мира   | Брашов               | 50 км       | 1 сентября | 3:19.50    | 7     |                        |
| 2022 | Чемпионат мира   | Бернау               | 100 км      | 27 августа | 7:07.16 NR | III   |                        |
| 2022 | Чемпионат Европы | Сотильо-де-ла-Адрада | 50 км       | 8 октября  | 3:19.42 PB | I     |                        |
| 2023 | Чемпионат мира   | Хайдарабад           | 50 км       | 5 ноября   | 3:29.25    | 12    |                        |

### Рекорды
| Дистанция        | Результат        | Место            | Дата             | Видео            |
| Рекорды Ирландии | Рекорды Ирландии | Рекорды Ирландии | Рекорды Ирландии | Рекорды Ирландии |
| ---------------- | ---------------- | ---------------- | ---------------- | ---------------- |
| Бег 100 км       | 7:07.16          | Бернау           | 27.8.2022        |                  |